# Pagak (Purworejo Klampok)
Pagak is een bestuurslaag in het regentschap Banjarnegara van de provincie Midden-Java, Indonesië. Pagak telt 2796 inwoners (volkstelling 2010).